# Pomniki przyrody w Olsztynie
Na terenie Olsztyna znajdują się 33 pomniki przyrody ożywionej i 1 nieożywionej, w tym 28 pojedynczych drzew, 3 grupy drzew, 2 aleje i 1 grupa głazów narzutowych. W strukturze gatunkowej przeważają dęby i buki. Na szczególną uwagę zasługuje topola czarna rosnąca na terenie UWM o obwodzie ponad 600 cm i 6-pienny buk w dawnym parku na Pozortach.
| Nr  | Lokalizacja                                                                                     | Nazwa | Obwód | Nr ew. | Rok powołania | Zdjęcie |
| 1.  | skraj lasu przy ul. Radiowej                                                                    | dąb szypułkowy                                                                                              | 430 cm | 382    | 1984          |         |
| 2.  | park podworski w Pozortach                                                                      | 6-pienny buk pospolity odm. zwisająca dąb szypułkowy odm. stożkowa choina kanadyjska dwupienny dąb czerwony | od 30 do 90 cm 315 cm 160 cm 160/500 cm                                                                                                   | 437    | 1986          |         |
| 3.  | aleja drzew przy ul. Tuwima przy Galerii Warmińskiej                                            | 11 dębów szypułkowych 10 klonów pospolitych lipa drobnolistna                                               | od 260 do 370 cm od 230 do 280 cm 360 | 517    | 1989          |         |
| 4.  | aleja dębowo-bukowa (26 szt.) od ul. Tuwima na północ od cmentarza rodowego                     | dęby i buki                                                                                                 | od 150 do 270 cm | 524    | 1991          |         |
| 5.  | teren Uniwersytetu Warmińsko-Mazurskiego przy ul. Oczapowskiego (przewrócone w 2022)            | 2 buki zwyczajne                                                                                            | 438 i 342 cm | 525    | 1991          |         |
| 6.  | teren Uniwersytetu Warmińsko-Mazurskiego skarpa przy ul. Oczapowskiego                          | głóg jednoszyjkowy                                                                                          | 96 cm | 1224   | 2004          |         |
| 7.  | teren Uniwersytetu Warmińsko-Mazurskiego pomiędzy DS 4 a DS 6 ul. Kanafojskiego                 | klon jawor                                                                                                  | 224 cm | 1225   | 2004          |         |
| 8.  | teren Uniwersytetu Warmińsko-Mazurskiego przy wejściu do DS 6 ul. Kanafojskiego                 | klon zwyczajny                                                                                              | 224 cm | 1226   | 2004          |         |
| 9.  | teren Uniwersytetu Warmińsko-Mazurskiego przy wejściu do DS 4                                   | 2 dęby szypułkowe                                                                                           | 196 i 171 cm | 1228   | 2004          |         |
| 10. | teren Uniwersytetu Warmińsko-Mazurskiego na skraju parku Kortowskiego, od północnej strony DS 9 | topola czarna                                                                                               | 600 cm | 1230   | 2004          |         |
| 11. | teren Uniwersytetu Warmińsko-Mazurskiego na trawniku na północ od DS 2                          | klon zwyczajny                                                                                              | 250 cm | 1231   | 2004          |         |
| 12. | teren Uniwersytetu Warmińsko-Mazurskiego na trawniku po wschodniej stronie od DS 1              | jałowiec pospolity                                                                                          | 44 cm (przy ziemi) | 1232   | 2004          |         |
| 13. | teren Uniwersytetu Warmińsko-Mazurskiego od południowej strony DS 1                             | 6-pienny jałowiec pospolity                                                                                 | 77 cm (przy ziemi) | 1233   | 2004          |         |
| 14. | teren Uniwersytetu Warmińsko-Mazurskiego nad Jez. Kortowskim, w pobliżu pomostu                 | dwupienna wierzba biała                                                                                     | 260/275 cm | 1234   | 2004          |         |
| 15. | skwer przy I LO, róg ul. Mickiewicza i Dąbrowszczaków                                           | buk zwyczajny odm. purpurowa                                                                                | 324 |        | 2017          |         |
| 16. | Park Podzamcze, koło fontanny                                                                   | buk zwyczajny odm. purpurowa                                                                                | 300 |        | 2017          |         |
| 17. | Park Podzamcze, obok Hotelu pod Zamkiem                                                         | buk zwyczajny odm. purpurowa                                                                                | 268 |        | 2017          |         |
| 18. | Park Podzamcze, przy fosie                                                                      | buk zwyczajny odm. purpurowa                                                                                | 273 |        | 2017          |         |
| 19. | Park Podzamcze, przy fosie                                                                      | buk zwyczajny odm. purpurowa                                                                                | 227 |        | 2017          |         |
| 20. | ul. Metalowa, obrzeża Parku Nagórki                                                             | dąb szypułkowy                                                                                              | 310 |        | 2017          |         |
| 21. | ul. Gietkowska 12, Szkoła Podstawowa nr 23 Mistrzostwa Sportowego                               | dąb szypułkowy                                                                                              | 300 |        | 2017          |         |
| 22. | róg ul. Obiegowej i J. Piłsudskiego                                                             | 4 głazy: granitognejs, ortognejs, granit Siljan, granit rapakiwi,                                           | 800 dł. 3 m/szer.2 m/wys.1,2 m 514 dł. 1,9 m/szer. 1,8 m/wys. 1,1 m 389 dł. 1,5 m/szer. 1,3 m/wys. 1,7 m 313 dł. 1 m/szer. 1 m/wys. 0,5 m |        | 2017          |         |
| 23. | Kortowo na skwerze ul. Oczapowskiego 1 Geodezja                                                 | dąb szypułkowy                                                                                              | 376 |        | 2017          |         |
| 24. | Kortowo na skwerze ul. Oczapowskiego/Licznerskiego                                              | buk zwyczajny                                                                                               | 356 |        | 2017          |         |
| 25. | Kortowo ul. Oczapowskiego przed Wydziałem Biologii                                              | dąb szypułkowy                                                                                              | 321 |        | 2017          |         |
| 26. | Kortowo przed Wydziałem Biologii ul. Oczapowskiego                                              | buk zwyczajny                                                                                               | 269 |        | 2017          |         |
| 27. | Kortowo                                                                                         | dąb szypułkowy                                                                                              | 250 |        | 2017          |         |
| 28. | Kortowo na rogu ul. Oczapowskiego/Prawocheńskiego                                               | dąb szypułkowy                                                                                              | 327 |        | 2017          |         |
| 29. | Kortowo od południowej strony Wydziału Geoinżynierii                                            | dąb szypułkowy                                                                                              | 422 |        | 2017          |         |
| 30. | Kortowo przy ul. prof. R. Prawocheńskiego                                                       | buk zwyczajny                                                                                               | 294 |        | 2017          |         |
| 31. | Kortowo na skwerze północna strona Wydziału Żywności                                            | buk zwyczajny                                                                                               | 328 |        | 2017          |         |
| 32. | Kortowo przy brzegu jeziora Kortnowskiego                                                       | dąb szypułkowy                                                                                              | 354 |        | 2017          |         |
| 33. | Kortowo na rozwidleniu ścieżek przy molo j. Kortnowskiego                                       | dąb szypułkowy                                                                                              | 435 |        | 2017          |         |
| 34. | Kortowo w parku                                                                                 | dąb czerwony                                                                                                | 373 |        | 2017          |         |

Do 2016 roku na terenie Uniwersytetu Warmińsko-Mazurskiego w pobliżu DS 6 rosła 4-pienna wierzba biała o obwodzie 217/230/280/300 cm. Ochroną prawną została objęta w 2004 roku.
Od 1984 do 2019 roku przy ul. 1 Maja rósł klon zwyczajny o obwodzie 360 cm. w 2022 roku zdjęto ochronę z 2 klonów wchodzących w skład alei dębowo-klonowej przy ul. Tuwima.